# Åsa Fröberg
Åsa Katrin Lovisa Fröberg, född 11 november 1968 i Brännkyrka församling i Stockholm, är en svensk före detta väderpresentatör på TV3.
Hon har även arbetat som programpresentatör på Utbildningsradion, där hon även arbetade med radio. 1999-2000 hade hon ett eget barnprogram i UR/SVT.
Fröberg var tidigare gift med Stefan Bengtsson. Numera arbetar hon som programpresentatör i TV4.